# 长寨县
长寨县是中国历史上的一个旧县名。
民国二年（1913年），长寨州判改为长寨县，设3个区,属黔中道。治今贵州省长顺县长寨镇。民国三十年（1941年），广顺县与长寨县合并为长顺县。